# U-17-Handball-Europameisterschaft der Frauen 2013
Die 11. U-17-Handball-Europameisterschaft der Frauen wurde vom 15. bis 25. August 2013 in Polen ausgetragen. Veranstalter war die Europäische Handballföderation (EHF). Den Europameistertitel gewann die schwedische Auswahl, die sich im Finale gegen den Titelverteidiger Russland durchsetzten.

## Austragungsorte
Die Austragungsorte der Spiele waren Gdańsk und Gdynia.

## Qualifikation
An dem Turnier nahmen 32 Mannschaften teil. In 8 Gruppen wurden die noch 15 ausstehenden Mannschaften für die U17-Europameisterschaften ausgespielt. Für die Europameisterschaft qualifiziert sich der Gruppenerste aus Gruppe 1 bis 8 und der Gruppenzweite aus Gruppe 1 bis 7.

## Teilnehmende Mannschaften
Als Gastgeber des Turniers war  Polen automatisch qualifiziert. Im Qualifikationsturnier konnten sich  Schweden,  Rumänien,  Russland,  Dänemark,  Deutschland,  Portugal,  Norwegen,  Frankreich,  Spanien,  Tschechien,  Kroatien,  Montenegro,  Niederlande,  Ungarn und  Slowakei ihre Teilnahme sichern.

## Gruppenauslosung
Die Auslosung der Vorrundengruppen der U-17 Handball-Europameisterschaft der Frauen 2013 fand am 7. April 2013 in Gdańsk statt. Die 16 qualifizierten Mannschaften wurden in vier Gruppen mit jeweils vier Teams aufgeteilt:
| Gruppe A                                | Gruppe B                                           | Gruppe C                                  | Gruppe D                                         |
| --------------------------------------- | -------------------------------------------------- | ----------------------------------------- | ------------------------------------------------ |
| - Portugal - Rumänien - Polen - Spanien | - Dänemark - Frankreich - Niederlande - Montenegro | - Russland - Schweden - Ungarn - Slowakei | - Norwegen - Deutschland - Kroatien - Tschechien |

## Vorrunde
In der Vorrunde spielte jede Mannschaft einer Gruppe einmal gegen jedes andere Team in der gleichen Gruppe. Die jeweils besten zwei Mannschaften jeder Gruppe qualifizierten sich für die Hauptrunde, die Gruppendritten und Gruppenvierten qualifizierten sich für die Zwischenrunde.

### Gruppe A
| Rang | Team     | Sp. | S | U | N | T  | GT | Diff. | Pkt.    |
| ---- | -------- | --- | - | - | - | -- | -- | ----- | ------- |
| 1.   | Rumänien | 3   | 2 | 0 | 1 | 83 | 71 | +12   | 04 : 02 |
| 2.   | Portugal | 3   | 1 | 1 | 1 | 68 | 68 | ±0    | 03 : 03 |
| 3.   | Spanien  | 3   | 1 | 1 | 1 | 77 | 78 | −01   | 03 : 03 |
| 4.   | Polen    | 3   | 1 | 0 | 2 | 71 | 82 | −11   | 02 : 04 |

| 15.08.2013, Do. 17:00 Uhr in Hala Sportowo-Widowiskowa Gdynia, Gdynia | 1.000 Zuschauer Spielbericht | Portugal Santiago 6               | 21 : 25 (11 : 12) | Polen Nocuń 6            |
| 15.08.2013, Do. 19:00 Uhr in Hala Sportowo-Widowiskowa Gdynia, Gdynia | 100 Zuschauer Spielbericht   | Rumänien Laslo 10                 | 31 : 25 (17 : 13) | Spanien Francés Aguado 7 |
| 16.08.2013, Fr. 17:00 Uhr in Hala Sportowo-Widowiskowa Gdynia, Gdynia | 700 Zuschauer Spielbericht   | Polen Kwiecińska 6                | 21 : 31 (7 : 16)  | Rumänien Laslo 8         |
| 16.08.2013, Fr. 19:00 Uhr in Hala Sportowo-Widowiskowa Gdynia, Gdynia | 200 Zuschauer Spielbericht   | Spanien Etxeberria Martínez 6     | 22 : 22 (13 : 10) | Portugal Rodrigues 7     |
| 18.08.2013, So. 17:00 Uhr in Hala Sportowo-Widowiskowa Gdynia, Gdynia | 800 Zuschauer Spielbericht   | Polen Dworczak, Mokrzka je 5      | 25 : 30 (14 : 19) | Spanien Francés Aguado 9 |
| 18.08.2013, So. 19:00 Uhr in Hala Sportowo-Widowiskowa Gdynia, Gdynia | 100 Zuschauer Spielbericht   | Portugal Santiago, Rodrigues je 7 | 25 : 21 (13 : 12) | Rumänien Andrei 8        |

### Gruppe B
| Rang | Team        | Sp. | S | U | N | T  | GT | Diff. | Pkt.    |
| ---- | ----------- | --- | - | - | - | -- | -- | ----- | ------- |
| 1.   | Dänemark    | 3   | 3 | 0 | 0 | 90 | 64 | +26   | 06 : 0  |
| 2.   | Montenegro  | 3   | 2 | 0 | 1 | 63 | 66 | −03   | 04 : 02 |
| 3.   | Frankreich  | 3   | 1 | 0 | 2 | 75 | 82 | −07   | 02 : 04 |
| 4.   | Niederlande | 3   | 0 | 0 | 3 | 58 | 74 | −16   | 0 : 06  |

| 15.08.2013, Do. 13:00 Uhr in Hala Sportowo-Widowiskowa Gdynia, Gdynia | 100 Zuschauer Spielbericht | Dänemark Kristiansen 6   | 32 : 21 (12 : 7)  | Niederlande Van Buren 5        |
| 15.08.2013, Do. 15:00 Uhr in Hala Sportowo-Widowiskowa Gdynia, Gdynia | 400 Zuschauer Spielbericht | Frankreich Takamoud 5    | 26 : 27 (12 : 12) | Montenegro Malović 13          |
| 16.08.2013, Fr. 13:00 Uhr in Hala Sportowo-Widowiskowa Gdynia, Gdynia | 100 Zuschauer Spielbericht | Montenegro Malović 6     | 17 : 23 (7 : 13)  | Dänemark Kristiansen 7         |
| 16.08.2013, Fr. 15:00 Uhr in Hala Sportowo-Widowiskowa Gdynia, Gdynia | 400 Zuschauer Spielbericht | Niederlande Van Buren 6  | 20 : 23 (10 : 17) | Frankreich Plazanet 8          |
| 18.08.2013, So. 13:00 Uhr in Hala Sportowo-Widowiskowa Gdynia, Gdynia | 100 Zuschauer Spielbericht | Niederlande Nieuwenweg 4 | 17 : 19 (9 : 8)   | Montenegro Malović 5           |
| 18.08.2013, So. 15:00 Uhr in Hala Sportowo-Widowiskowa Gdynia, Gdynia | 200 Zuschauer Spielbericht | Dänemark Flader 8        | 35 : 26 (17 : 12) | Frankreich Deville, Fehri je 5 |

### Gruppe C
| Rang | Team     | Sp. | S | U | N | T  | GT | Diff. | Pkt.    |
| ---- | -------- | --- | - | - | - | -- | -- | ----- | ------- |
| 1.   | Russland | 3   | 3 | 0 | 0 | 91 | 59 | +32   | 06 : 0  |
| 2.   | Schweden | 3   | 2 | 0 | 1 | 75 | 68 | +07   | 04 : 02 |
| 3.   | Slowakei | 3   | 1 | 0 | 2 | 67 | 87 | −20   | 02 : 04 |
| 4.   | Ungarn   | 3   | 0 | 0 | 3 | 67 | 86 | −19   | 0 : 06  |

| 15.08.2013, Do. 13:00 Uhr in AWFiS, Gdańsk | 200 Zuschauer Spielbericht | Russland Nefedowa 7    | 35 : 22 (17 : 12) | Ungarn Hámori, Horváth, Linder je 4 |
| 15.08.2013, Do. 15:00 Uhr in AWFiS, Gdańsk | 200 Zuschauer Spielbericht | Schweden Sarenbrant 6  | 34 : 20 (13 : 10) | Slowakei Gajdošíková 5              |
| 16.08.2013, Fr. 13:00 Uhr in AWFiS, Gdańsk | 200 Zuschauer Spielbericht | Slowakei Gajdošíková 5 | 20 : 29 (9 : 14)  | Russland Wernigorowa, Komarowa je 5 |
| 16.08.2013, Fr. 15:00 Uhr in AWFiS, Gdańsk | 350 Zuschauer Spielbericht | Ungarn Gerháth 5       | 21 : 24 (9 : 13)  | Schweden Ekenman-Fernis 6           |
| 18.08.2013, So. 13:00 Uhr in AWFiS, Gdańsk | 250 Zuschauer Spielbericht | Ungarn Horváth 5       | 24 : 27 (12 : 11) | Slowakei Gajdošíková, Szabó je 5    |
| 18.08.2013, So. 17:00 Uhr in AWFiS, Gdańsk | 200 Zuschauer Spielbericht | Russland Nefedowa 7    | 27 : 17 (11 : 6)  | Schweden Sarenbrant 5               |

### Gruppe D
| Rang | Team        | Sp. | S | U | N | T  | GT | Diff. | Pkt.    |
| ---- | ----------- | --- | - | - | - | -- | -- | ----- | ------- |
| 1.   | Kroatien    | 3   | 2 | 1 | 0 | 86 | 75 | +11   | 05 : 01 |
| 2.   | Norwegen    | 3   | 1 | 1 | 1 | 80 | 76 | +04   | 03 : 03 |
| 3.   | Deutschland | 3   | 1 | 0 | 2 | 79 | 81 | −02   | 02 : 04 |
| 4.   | Tschechien  | 3   | 1 | 0 | 2 | 74 | 87 | −13   | 02 : 04 |

| 15.08.2013, Do. 17:00 Uhr in AWFiS, Gdańsk | 250 Zuschauer Spielbericht | Norwegen Hernes 7          | 26 : 26 (16 : 12) | Kroatien D. Kalaus 7          |
| 15.08.2013, Do. 19:00 Uhr in AWFiS, Gdańsk | 450 Zuschauer Spielbericht | Deutschland Bölk 6         | 32 : 22 (14 : 10) | Tschechien Pudichová 4        |
| 16.08.2013, Fr. 17:00 Uhr in AWFiS, Gdańsk | 400 Zuschauer Spielbericht | Tschechien Kratochvílová 8 | 28 : 26 (12 : 15) | Norwegen Hernes 6             |
| 16.08.2013, Fr. 19:00 Uhr in AWFiS, Gdańsk | 400 Zuschauer Spielbericht | Kroatien D. Kalaus 7       | 31 : 25 (17 : 11) | Deutschland Bölk 9            |
| 18.08.2013, So. 19:00 Uhr in AWFiS, Gdańsk | 400 Zuschauer Spielbericht | Kroatien D. Kalaus 9       | 29 : 24 (14 : 13) | Tschechien Zachová 5          |
| 18.08.2013, So. 17:00 Uhr in AWFiS, Gdańsk | 300 Zuschauer Spielbericht | Norwegen Fauske 7          | 28 : 22 (18 : 10) | Deutschland Bölk, Körner je 4 |

## Hauptrunde
In der Hauptrunde spielten die Gruppenersten und Gruppenzweiten, die Teilnehmer des Halbfinales aus. Das Ergebnis aus der Vorrunde (Gruppenerster gegen Gruppenzweiter in einer Vorrundengruppe) wurde in die Hauptrunde mitgenommen. Für das Halbfinale qualifizierten sich die Sieger und Gruppenzweiten der Gruppe M1 + M2. Die Gruppendritten und Gruppenvierten gingen in die Kreuzspiele für Platz 5 bis 8.

### Gruppe M1
| Rang | Team       | Sp. | S | U | N | T  | GT | Diff. | Pkt.    |
| ---- | ---------- | --- | - | - | - | -- | -- | ----- | ------- |
| 1.   | Dänemark   | 3   | 3 | 0 | 0 | 97 | 62 | +35   | 06 : 0  |
| 2.   | Portugal   | 3   | 2 | 0 | 1 | 67 | 79 | −12   | 04 : 02 |
| 3.   | Rumänien   | 3   | 1 | 0 | 2 | 72 | 83 | −11   | 02 : 04 |
| 4.   | Montenegro | 3   | 0 | 0 | 3 | 59 | 71 | −12   | 0 : 06  |

| 20.08.2013, Di. 17:00 Uhr in Hala Sportowo-Widowiskowa Gdynia, Gdynia | 150 Zuschauer Spielbericht | Portugal Santiago, Rodrigues je 9 | 21 : 20 (10 : 11) | Montenegro Muratović 6 |
| 20.08.2013, Di. 19:00 Uhr in Hala Sportowo-Widowiskowa Gdynia, Gdynia | 200 Zuschauer Spielbericht | Rumänien Laslo 7                  | 24 : 36 (13 : 16) | Dänemark Christensen 6 |
| 21.08.2013, Mi. 17:00 Uhr in Hala Sportowo-Widowiskowa Gdynia, Gdynia | 200 Zuschauer Spielbericht | Montenegro Jauković 11            | 22 : 27 (13 : 12) | Rumänien Laslo 7       |
| 21.08.2013, Mi. 19:00 Uhr in Hala Sportowo-Widowiskowa Gdynia, Gdynia | 300 Zuschauer Spielbericht | Dänemark Nolsøe 9                 | 38 : 21 (16 : 11) | Portugal Rodrigues 5   |

### Gruppe M2
| Rang | Team     | Sp. | S | U | N | T  | GT | Diff. | Pkt.    |
| ---- | -------- | --- | - | - | - | -- | -- | ----- | ------- |
| 1.   | Russland | 3   | 3 | 0 | 0 | 96 | 68 | +28   | 06 : 0  |
| 2.   | Schweden | 3   | 2 | 0 | 1 | 80 | 75 | +05   | 04 : 02 |
| 3.   | Norwegen | 3   | 0 | 1 | 2 | 78 | 92 | −14   | 01 : 05 |
| 4.   | Kroatien | 3   | 0 | 1 | 2 | 73 | 92 | −19   | 01 : 05 |

| 20.08.2013, Di. 17:00 Uhr in AWFiS, Gdańsk | 400 Zuschauer Spielbericht | Schweden Sarenbrant, Ekenman-Fernis je 8 | 31 : 25 (14 : 15) | Norwegen Hjertner 5                 |
| 20.08.2013, Di. 19:00 Uhr in AWFiS, Gdańsk | 200 Zuschauer Spielbericht | Russland Malaschenko 11                  | 34 : 24 (17 : 14) | Kroatien D. Kalaus 8                |
| 21.08.2013, Mi. 17:00 Uhr in AWFiS, Gdańsk | 400 Zuschauer Spielbericht | Norwegen Høgdahl 9                       | 27 : 35 (12 : 15) | Russland Malaschenko 9              |
| 21.08.2013, Mi. 19:00 Uhr in AWFiS, Gdańsk | 100 Zuschauer Spielbericht | Kroatien D. Kalaus 6                     | 23 : 32 (13 : 16) | Schweden Johansson, Blomstrand je 7 |

## Zwischenrunde
In der Zwischenrunde spielten die Gruppendritten und Gruppenvierten, die Teilnehmer des Kreuzspiel aus. Das Ergebnis aus der Vorrunde (Gruppendritter gegen Gruppenvierter in einer Vorrundengruppe) wurde in die Zwischenrunde mitgenommen. Für die Kreuzspiele 9 bis 12 qualifizierten sich die Sieger und Gruppenzweiten der Gruppe I1 + I2. Die Gruppendritten und Gruppenvierten gingen in die Kreuzspiele für Platz 13 bis 16.

### Gruppe I1
| Rang | Team        | Sp. | S | U | N | T  | GT | Diff. | Pkt.    |
| ---- | ----------- | --- | - | - | - | -- | -- | ----- | ------- |
| 1.   | Frankreich  | 3   | 2 | 0 | 1 | 69 | 64 | +05   | 04 : 02 |
| 2.   | Niederlande | 3   | 2 | 0 | 1 | 71 | 61 | +10   | 04 : 02 |
| 3.   | Spanien     | 3   | 1 | 0 | 2 | 65 | 74 | −09   | 02 : 04 |
| 4.   | Polen       | 3   | 1 | 0 | 2 | 72 | 78 | −06   | 02 : 04 |

| 20.08.2013, Di. 13:00 Uhr in Hala Sportowo-Widowiskowa Gdynia, Gdynia | 150 Zuschauer Spielbericht | Polen Dworczak, Konofał, Kwiecińska, Mokrzka, Świerżewska je 3 | 22 : 25 (11 : 13) | Niederlande Van Buren 8         |
| 20.08.2013, Di. 15:00 Uhr in Hala Sportowo-Widowiskowa Gdynia, Gdynia | 300 Zuschauer Spielbericht | Spanien Francés Aguado 5                                       | 19 : 23 (9 : 11)  | Frankreich Sajka, Takamoud je 6 |
| 21.08.2013, Mi. 13:00 Uhr in Hala Sportowo-Widowiskowa Gdynia, Gdynia | 100 Zuschauer Spielbericht | Niederlande Nieuwenweg, Van Rossum je 5                        | 26 : 16 (12 : 10) | Spanien Descalzo Pérez 5        |
| 21.08.2013, Mi. 15:00 Uhr in Hala Sportowo-Widowiskowa Gdynia, Gdynia | 500 Zuschauer Spielbericht | Frankreich Lorillard, Toublanc je 5                            | 23 : 25 (15 : 12) | Polen Kwiecińska 10             |

### Gruppe I2
| Rang | Team        | Sp. | S | U | N | T  | GT | Diff. | Pkt.    |
| ---- | ----------- | --- | - | - | - | -- | -- | ----- | ------- |
| 1.   | Deutschland | 3   | 3 | 0 | 0 | 90 | 71 | +19   | 06 : 0  |
| 2.   | Ungarn      | 3   | 1 | 0 | 2 | 80 | 72 | +08   | 02 : 04 |
| 3.   | Tschechien  | 3   | 1 | 0 | 2 | 75 | 84 | −09   | 02 : 04 |
| 4.   | Slowakei    | 3   | 1 | 0 | 2 | 72 | 90 | −18   | 02 : 04 |

| 20.08.2013, Di. 13:00 Uhr in AWFiS, Gdańsk | 250 Zuschauer Spielbericht | Ungarn Gerháth, Horváth, Lányi, Linder je 4 | 30 : 18 (16 : 10) | Tschechien Kordovská 5               |
| 20.08.2013, Di. 15:00 Uhr in AWFiS, Gdańsk | 300 Zuschauer Spielbericht | Slowakei Gajdošíková 7                      | 23 : 31 (10 : 16) | Deutschland Bölk 7                   |
| 21.08.2013, Mi. 13:00 Uhr in AWFiS, Gdańsk | 200 Zuschauer Spielbericht | Tschechien Kordovská 10                     | 35 : 22 (19 : 10) | Slowakei Gajdošíková, Gajdošová je 5 |
| 21.08.2013, Mi. 15:00 Uhr in AWFiS, Gdańsk | 200 Zuschauer Spielbericht | Deutschland Bölk 6                          | 27 : 26 (13 : 10) | Ungarn Élő 9                         |

## Finalrunde
Die jeweils Gruppenersten und -zweiten der beiden Hauptrundengruppen M1 und M2 qualifizierten sich für das Halbfinale. Der Gewinner jeder Partie zog in das Finale ein, die Verlierer trugen das Spiel um Platz 3 aus.

### Halbfinale
| Mannschaft             | Endergebnis       | Mannschaft           | Datum & Zeit                      |
| ---------------------- | ----------------- | -------------------- | --------------------------------- |
| Dänemark Christensen 8 | 28 : 30 (14 : 14) | Schweden Mellegård 8 | 23.08.13, 18:00 Uhr               |
| Dänemark Christensen 8 | Spielbericht      | Schweden Mellegård 8 | Gdynia, Hala Sportowo-Widowiskowa |
| Russland Sabirowa 6    | 35 : 23 (20 : 08) | Portugal Santiago 7  | 23.08.13, 20:30 Uhr               |
| Russland Sabirowa 6    | Spielbericht      | Portugal Santiago 7  | Gdynia, Hala Sportowo-Widowiskowa |

### Finale
| Mannschaft                               | Endergebnis       | Mannschaft             | Datum & Zeit                      |
| ---------------------------------------- | ----------------- | ---------------------- | --------------------------------- |
| Schweden Blomstrand, Ekenman-Fernis je 7 | 26 : 24 (13 : 12) | Russland Malaschenko 7 | 25.08.13, 17:30 Uhr               |
| Schweden Blomstrand, Ekenman-Fernis je 7 | Spielbericht      | Russland Malaschenko 7 | Gdynia, Hala Sportowo-Widowiskowa |

### Spiel um Platz 3
| Mannschaft             | Endergebnis       | Mannschaft           | Datum & Zeit                      |
| ---------------------- | ----------------- | -------------------- | --------------------------------- |
| Dänemark Christensen 7 | 42 : 28 (22 : 16) | Portugal Rodrigues 8 | 25.08.13, 15:00 Uhr               |
| Dänemark Christensen 7 | Spielbericht      | Portugal Rodrigues 8 | Gdynia, Hala Sportowo-Widowiskowa |

## Platzierungsrunde

### Überkreuzspiele Platz 5 bis 8
| Mannschaft         | Endergebnis       | Mannschaft             | Datum & Zeit                      |
| ------------------ | ----------------- | ---------------------- | --------------------------------- |
| Rumänien Ilie 11   | 34 : 31 (17 : 12) | Kroatien S. Posavec 10 | 23.08.13, 13:00 Uhr               |
| Rumänien Ilie 11   | Spielbericht      | Kroatien S. Posavec 10 | Gdynia, Hala Sportowo-Widowiskowa |
| Norwegen Høgdahl 6 | 24 : 30 (13 : 13) | Montenegro Malović 10  | 23.08.13, 15:30 Uhr               |
| Norwegen Høgdahl 6 | Spielbericht      | Montenegro Malović 10  | Gdynia, Hala Sportowo-Widowiskowa |

### Spiel um Platz 5
| Mannschaft       | Endergebnis       | Mannschaft            | Datum & Zeit                      |
| ---------------- | ----------------- | --------------------- | --------------------------------- |
| Rumänien Laslo 9 | 24 : 26 (11 : 12) | Montenegro Jauković 9 | 25.08.13, 12:30 Uhr               |
| Rumänien Laslo 9 | Spielbericht      | Montenegro Jauković 9 | Gdynia, Hala Sportowo-Widowiskowa |

### Spiel um Platz 7
| Mannschaft           | Endergebnis       | Mannschaft        | Datum & Zeit                      |
| -------------------- | ----------------- | ----------------- | --------------------------------- |
| Kroatien D. Kalaus 9 | 27 : 28 (13 : 11) | Norwegen Fauske 9 | 25.08.13, 10:00 Uhr               |
| Kroatien D. Kalaus 9 | Spielbericht      | Norwegen Fauske 9 | Gdynia, Hala Sportowo-Widowiskowa |

### Überkreuzspiele Platz 9 bis 12
| Mannschaft         | Endergebnis       | Mannschaft                        | Datum & Zeit        |
| ------------------ | ----------------- | --------------------------------- | ------------------- |
| Frankreich Fehri 7 | 29 : 33 (14 : 11) | Ungarn Diószegi, Élő, Linder je 6 | 23.08.13, 18:00 Uhr |
| Frankreich Fehri 7 | Spielbericht      | Ungarn Diószegi, Élő, Linder je 6 | Gdańsk, AWFiS       |
| Deutschland Bölk 9 | 31 : 27 (18 : 13) | Niederlande Nieuwenweg 6          | 23.08.13, 20:30 Uhr |
| Deutschland Bölk 9 | Spielbericht      | Niederlande Nieuwenweg 6          | Gdańsk, AWFiS       |

### Spiel um Platz 9
| Mannschaft     | Endergebnis       | Mannschaft                    | Datum & Zeit        |
| -------------- | ----------------- | ----------------------------- | ------------------- |
| Ungarn Lányi 6 | 26 : 19 (15 : 10) | Deutschland Bölk, Irmler je 4 | 24.08.13, 20:30 Uhr |
| Ungarn Lányi 6 | Spielbericht      | Deutschland Bölk, Irmler je 4 | Gdańsk, AWFiS       |

### Spiel um Platz 11
| Mannschaft         | Endergebnis       | Mannschaft             | Datum & Zeit        |
| ------------------ | ----------------- | ---------------------- | ------------------- |
| Frankreich Sylla 4 | 26 : 24 (15 : 12) | Niederlande Zwinkels 7 | 24.08.13, 18:00 Uhr |
| Frankreich Sylla 4 | Spielbericht      | Niederlande Zwinkels 7 | Gdańsk, AWFiS       |

### Überkreuzspiele Platz 13 bis 16
| Mannschaft                | Endergebnis       | Mannschaft                         | Datum & Zeit        |
| ------------------------- | ----------------- | ---------------------------------- | ------------------- |
| Spanien Francés Aguado 10 | 29 : 22 (14 : 11) | Slowakei Gajdošíková, Blehová je 6 | 23.08.13, 13:00 Uhr |
| Spanien Francés Aguado 10 | Spielbericht      | Slowakei Gajdošíková, Blehová je 6 | Gdańsk, AWFiS       |
| Tschechien Kordovská 6    | 31 : 30 (16 : 14) | Polen Trawczyńska 7                | 23.08.13, 15:30 Uhr |
| Tschechien Kordovská 6    | Spielbericht      | Polen Trawczyńska 7                | Gdańsk, AWFiS       |

### Spiel um Platz 13
| Mannschaft                | Endergebnis       | Mannschaft             | Datum & Zeit        |
| ------------------------- | ----------------- | ---------------------- | ------------------- |
| Spanien Francés Aguado 10 | 23 : 21 (11 : 11) | Tschechien Fryčáková 7 | 24.08.13, 15:30 Uhr |
| Spanien Francés Aguado 10 | Spielbericht      | Tschechien Fryčáková 7 | Gdańsk, AWFiS       |

### Spiel um Platz 15
| Mannschaft       | Endergebnis       | Mannschaft    | Datum & Zeit        |
| ---------------- | ----------------- | ------------- | ------------------- |
| Slowakei Šimič 6 | 24 : 26 (10 : 14) | Polen Nocuń 7 | 24.08.13, 13:00 Uhr |
| Slowakei Šimič 6 | Spielbericht      | Polen Nocuń 7 | Gdańsk, AWFiS       |